# Carlton Hotel (London)

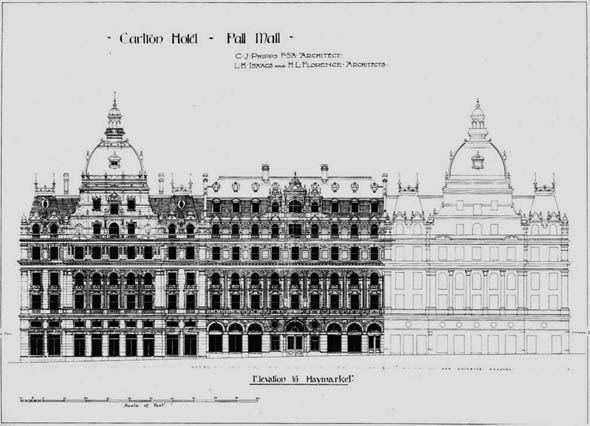
Zeichnungen von Charles John Phipps für das Carlton Hotel, das rechts angrenzende Her Majesty’s Theatre ist in Umrissen dargestellt

Das Carlton Hotel war ein Luxushotel, das von 1899 bis 1940 betrieben wurde. Es lag 400 Meter von Trafalgar Square entfernt und wurde als Teil einer Anlage entworfen, zu der auch das Her Majesty’s Theatre gehörte. Der Name Carlton wurde vom 300 Meter entfernten Carlton House abgeleitet.
Das Carlton wurde zuerst vom Schweizer Hotelier César Ritz geleitet, mit Auguste Escoffier als Küchenchef. Die Hotelmarke Ritz-Carlton entwickelte sich aus dem Hôtel Ritz und dem Carlton Hotel. 

## Geschichte
Ab 1890 gab es Pläne, das unbebaute Gelände zu entwickeln. Nach langen Verhandlungen wurde der Theaterarchitekt Charles John Phipps  beauftragt, Pläne für den Wiederaufbau des Her Majesty’s Theatre und den Bau des Hotels daneben zu erarbeiten. Der Schauspiel-Manager Herbert Beerbohm Tree stimmte zu, das Theater zu pachten, und der Bau begann im Juli 1896.
Als die Bauarbeiten begannen, waren César Ritz als Manager und Auguste Escoffier als Küchenchef von Richard D’Oyly Carte im Savoy Hotel angestellt. Sie planten bereits eine Selbstständigkeit, als Carte 1897 beide wegen finanzieller Unregelmäßigkeiten entließ. Nach erfolgreicher Eröffnung des Hôtel Ritz 1898 in Paris entschloss sich Ritz, das Carlton Hotel für 72 Jahre zu mieten. Das luxuriös ausgestattete Carlton Hotel war nun eine Konkurrenz zum nahen Savoy Hotel.
Das Hotel hatte mehr als 250 Zimmer. Die Suiten hatten private Badezimmer, insgesamt gab es rund 80 Badezimmer. Das Hotel hatte einen Palmenhof im Erdgeschoss, ein großes Atrium mit Palmen. Jedes Zimmer war mit einem Telefon ausgestattet.
1940 wurde das Hotel durch deutsche Bombenangriffe schwer beschädigt, die Gebäudereste wurden 1958 abgerissen.